# Pink Cadillac (John Prine)
Pink Cadillac è un album di John Prine, pubblicato dalla Asylum Records nel settembre del 1979.

## Tracce
Lato A
1. Chinatown – 2:22 (John Prine)
2. Automobile – 4:21 (John Prine)
3. Killing the Blues – 4:33 (Roly Salley)
4. No Name Girl – 3:31 (Billy Lee Riley, Jack Clement)
5. Saigon – 3:14 (John Prine, John Burns)

Durata totale: 18:01
Lato B
1. Cold War (This Cold War with You) – 4:10 (Floyd Tillman)
2. Baby Let's Play House – 3:27 (Arthur Gunter)
3. Down by the Side of the Road – 5:00 (John Prine)
4. How Lucky – 3:37 (John Prine)
5. Ubangi Stomp – 2:39 (Charles Underwood)

Durata totale: 18:53

## Musicisti
- John Prine - chitarra acustica, chitarra ritmica, chitarra elettrica, voce solista
- John Burns - chitarra solista
- Howard Levy - tastiere, armonica, sassofono
- Tom Piekarski - basso
- Angie Varias - batteria

Musicisti aggiunti
- Jerry Phillips - chitarra ritmica acustica (brano: Baby Let's Play House)
- Jerry Phillips - sandpaper blocks (brano: No Name Girl)
- Leo LeBlanc - chitarra pedal steel (brani: Cold War (This Cold War with You), Down by the Side of the Road e Ubangi Stomp)
- Billy Lee Riley - chitarra ritmica acustica, voce (brano: No Name Girl)
- Phyllis Duncan - accompagnamento vocale, coro (brani: Killing the Blues e Down by the Side of the Road)
- Helen Bernard - accompagnamento vocale, coro (brani: Killing the Blues e Down by the Side of the Road)
- Beverly White - accompagnamento vocale, coro (brani: Killing the Blues e Down by the Side of the Road)

Note aggiuntive
- Knox Phillips e Jerry Phillips - produttori (per la Southern Rooster Productions)
- Sam Phillips - produttore (brani: Saigon e How Lucky)
- Registrazioni effettuate al Sam Phillips Recording Studio di Memphis, Tennessee
- Richard Rosebrough - ingegnere del suono
- Mixaggi effettuati da: Knox Phillips, Jerry Phillips, Richard Rosebrough e parzialmente da John Prine
- Masterizzazione effettuata al Ardent Studios (Memphis) da Larry Nix ed al Elektra Sound Recorders (Los Angeles) da Terry Dunavan
- Dawn Bunetta e Dan Einstein - coordinatori della produzione[1]